# 片桐貞起
片桐 貞起（かたぎり さだおき）は、大和小泉藩の第4代藩主。

## 生涯
松田貞尚（第3代藩主・片桐貞房の弟）の次男。母は松田重政の娘。正室は上田勘解由の娘。
山城にて生まれた。宝永6年（1709年）、小泉藩世嗣の貞経が早世したため、6月13日に先代藩主で伯父の貞房の養嗣子となる。翌年に貞房が死去したため、跡を継いだ。寛保元年（1741年）4月1日、小泉にて死去し、跡を次男の貞音が継いだ。享年73。